# Хоенгандерн
Хоенгандерн (њем. Hohengandern) општина је у њемачкој савезној држави Тирингија. Једно је од 89 општинских средишта округа Ајхсфелд. Према процјени из 2010. у општини је живјело 555 становника. Посједује регионалну шифру (AGS) 16061048.

## Географски и демографски подаци
Хоенгандерн се налази у савезној држави Тирингија у округу Ајхсфелд. Општина се налази на надморској висини од 218 метара. Површина општине износи 6,8 km². У самом мјесту је, према процјени из 2010. године, живјело 555 становника. Просјечна густина становништва износи 81 становника/km².